# Lusaka-Protokoll
Das Lusaka-Protokoll (englisch Lusaka Protocol) wurde am 15. November 1994 von der Regierung Angolas und den Vertretern der UNITA-Soldaten in Lusaka im benachbarten Sambia unterzeichnet. Das Vertragsanliegen regelt den Friedensvertrag zwischen der Regierung und der UNITA, insbesondere im Hinblick auf die Lösung der verbliebenen offenen militärischen Fragen. Unterzeichner waren José Eduardo dos Santos für die angolanische Regierung und Jonas Savimbi für die UNITA. Der von den Vereinten Nationen moderierte Prozess erfolgte unter Beobachtung der Länder USA, Russland und Portugal, deren Vertreter den Vertragsabschluss beiwohnten. Die Vereinten Nationen waren durch den Sonderbeauftragten des UN-Generalsekretärs, Alioune Blondin Beye, vertreten.
Das Lusaka-Protokoll garantiert eine Amnestie von Kriegsverbrechen und regelt – in relativ vager Formulierung – die militärischen Aspekte, wie die Umsetzung des Waffenstillstandes, die Truppenentflechtung, die Integration von circa 5.000 UNITA-Soldaten in Armee und Polizei, die Einzelheiten der Kasernierung, Entmilitarisierung sowie die Demobilisierung und Reintegration der restlichen UNITA-Soldaten in das Zivilleben.
Mit der Umsetzung des Abkommens sollte bereits am 21. November, also einen Tag nach der Unterzeichnung, begonnen werden. Dabei war vorgesehen, dass die Troika-Staaten (USA, Russland und Portugal) und die Vereinten Nationen für die militärische Phase insgesamt 53 Militärbeobachter im Rahmen von UNAVEM I entsenden sollten. Doch blieb die Beteiligung internationaler Militärbeobachter in der gesamten militärischen Phase extrem eingeschränkt. Aufgrund eines fehlenden Mandats des UN-Sicherheitsrates konnten die UN ihre Aufgaben auf militärischem Gebiet kaum wahrnehmen. Erst Ende Juni genehmigte der UN-Sicherheitsrat die Entsendung von 11 Militärbeobachtern für die „Gemeinsame Kommission“. Später übernahm die Beobachtermission der Vereinten Nationen in Angola (MONUA) die weitere internationale Einflussnahme auf den Friedensprozess.